# Kaija Koo
Kaija Koo, nome d'arte di Kaija Irmeli Kokkola (Helsinki, 10 settembre 1962), è una cantante finlandese.
Dopo essere apparsa come corista all'Eurovision nell'edizione del 1981, nel 1986 pubblica il suo primo album, Kun savukkeet on loppuneet. Nel 1993 produce il suo secondo album, Tuulten viemää che riscuote un considerevole successo riuscendo a vendere 175 000 copie.

## Discografia
- 1986 - Kun savukkeet on loppuneet
- 1983 - Tuulten viemää
- 1995 - Tuulikello
- 1997 - Unihiekkamyrsky
- 1998 - Operaatio jalokivimeri
- 1999 - Tinakenkätyttö
- 2002 - Mikään ei riitä
- 2004 - Viiden minuutin hiljaisuus
- 2005 - Joulukirkossa
- 2007 - H-Hetki
- 2010 - Irti
- 2014 - Kuka sen opettaa
- 2021 - Taipumaton